# Die Wand
Die Wand is een Oostenrijks-Duitse dramafilm uit 2012 onder regie van Julian Pölsler, met in de hoofdrol Martina Gedeck. De film is gebaseerd op de gelijknamige roman uit 1963 van Marlen Haushofer.

## Verhaal
Een naamloze vrouw (Martina Gedeck) reist met haar twee vrienden, Hugo en Luise, en hun hond Lynx naar hun afgelegen chalet in de Oostenrijkse Alpen. Terwijl haar vrienden een nabijgelegen dorp bezoeken, ontdekt de vrouw dat ze door een mysterieuze onzichtbare muur van alle menselijk contact is afgesneden. Met de trouwe hond Lynx van haar vrienden als gezelschap leeft ze de komende drie jaar in afzondering.

## Rolverdeling
| Acteur               | Personage   |
| -------------------- | ----------- |
| Martina Gedeck       | Die Frau    |
| Ulrike Beimpold      | Luise       |
| Karlheinz Hackl      | Hugo        |
| Julia Gschnitzer     | Keuschlerin |
| Hans-Michael Rehberg | Keuschler   |
| Wolfgang Maria Bauer | Der Mann    |

## Release en ontvangst
Die Wand ging in première op het Internationaal filmfestival van Berlijn op 12 februari 2012 en werd op 5 oktober 2012 uitgebracht in de Oostenrijkse bioscoopzalen. De film bracht wereldwijd 3.889.260 dollar op aan de kassa.
De film behaalde een score van 76% (38 recensies) op Rotten Tomatoes. Op Metacritic kreeg de film een score van 67 op 100 (18 recensies), wat duidt op "over het algemeen gunstige recensies".